# Sagamiscintilla thalassemicola
Sagamiscintilla thalassemicola is een tweekleppigensoort uit de familie van de Galeommatidae. De wetenschappelijke naam van de soort is voor het eerst geldig gepubliceerd in 1962 door Habe.